# Lydia Scotty
Lydia Scotty (Almagro, Buenos Aires; 8 de enero de 1926-Mar del Plata, 3 de marzo de 2021) fue una actriz, cantante y vedette argentina. Como cantante utilizó el seudónimo de Lidia Lamar.

## Carrera
Después de un accidente aéreo en Brasil, del que fue rescatada por los indios tabajaras, comenzó a aprender los cantos indígenas y bailar a sus ritmos. Al volver a la civilización, se presentó acompañada por una anaconda y gozó de popularidad en América Latina y Europa.
Su nombre se registra integrando el reparto del filme español Good Bye, Sevilla de Ignacio F. Iquino en 1955, junto con Manolo Morán y Marujita Díaz. Iquino la descubrió en un boite en Barcelona y la llevó a filmar esa cinta. En Argentina trabajó en el  thriller erótico El derecho de gozar con Libertad Leblanc y Ricardo Bauleo, que nunca llegó a estrenarse comercialmente.
En televisión tuvo intervenciones en varios números musicales, en un programa de café-concert de Osvaldo Pacheco y en La gran revista Volcán, con Egle Martin, Alberto Anchart, Fidel Pintos y Los Cinco Latinos.
Luego hizo su fama en todo el Medio Oriente y en Europa. En la capital persa tuvo ocasión de conocer al pianista, compositor y arreglista Mike Ribas, quien lo contrató como pianista y director musical de su conocido Combo Latino. Con ellos realizó una gira, primero por Europa y después por Argentina. Después de la gira, Lydia Scotty siguió en el grupo en una larga serie de conciertos que los llevó a actuar por toda América Latina, Estados Unidos y Canadá. En Colombia hizo una gira junto a su marido y el cantor Eduardo Farrell.
Cantante con una voz dulce y refinada interpretó boleros, mambos y cha cha cha, como Quien lo va a saber, Pero mucho más, Tú y yo, No, no puede ser verdad, entre otros.
Su esposo fue el director de orquesta argentino Chano Scotty.
Murió el 3 de marzo de 2021, a los 95 años.

## Filmografía
- 1955: Good Bye, Sevilla (film español), en el papel de Margaret Scotty.
- 1968: El derecho de gozar.

## Televisión
- 1958: La gran revista Volcán o más sencillamente La revista Volcán.

## Discografía
- Rico Vacilon (1956)
- A Latin in Paris (1957)
- The Latin Idol of Europe (1958)[7]
- Zapato cuesta dinero.[8]
- Quien lo va a saber
- Pero mucho más
- Tú y yo
- No, no puede ser verdad
- Que será, que será
- Piel canela
- Tanto da
- Mañana me lo dirás
- Zapato cuesta dinero
- No no puede ser verdad
- Estrellita del sur
- Una casa portuguesa
- Pequeña
- No me hagas cosquillitas[2]